# Elaeocarpus schlechterianus
Elaeocarpus schlechterianus är en tvåhjärtbladig växtart som beskrevs av Albert Charles Smith. Elaeocarpus schlechterianus ingår i släktet Elaeocarpus och familjen Elaeocarpaceae. Inga underarter finns listade i Catalogue of Life.